# Calcinus haigae
Calcinus haigae is een tienpotigensoort uit de familie van de Diogenidae. De wetenschappelijke naam van de soort is voor het eerst geldig gepubliceerd in 1984 door Wooster.